# Санта-Роса-де-Витербо
Санта-Роса-де-Витербо (исп. Santa Rosa de Viterbo) — город и муниципалитет в центральной части Колумбии, на территории департамента Бояка. Входит в состав провинции Тундама.

## История
Поселение, из которого позднее вырос город, было основано в 1690 году. Муниципалитет Санта-Роса-де-Витербо был выделен в отдельную административную единицу в 1810 году.

## Географическое положение

Муниципалитет Санта-Роса-де-Витербо

Город расположен в северной части департамента, в горной местности Восточной Кордильеры, на расстоянии приблизительно 50 километров к северо-востоку от города Тунха, административного центра департамента. Абсолютная высота — 2752 метра над уровнем моря.
Муниципалитет Санта-Роса-де-Витербо граничит на северо-востоке с территорией муниципалитета Серинса, на востоке— с муниципалитетом Флореста, на юго-востоке— с муниципалитетом Нобса, на юго-западе— с муниципалитетом Тибасоса, на западе — с муниципалитетом Дуитама, на севере — с территорией департамента Сантандер. Площадь муниципалитета составляет 107 км².

## Население
По данным Национального административного департамента статистики Колумбии, совокупная численность населения города и муниципалитета в 2015 году составляла 13 403 человека.
Динамика численности населения муниципалитета по годам:
| 2005   | 2006   | 2007   | 2008   | 2009   | 2010   | 2011   | 2012   | 2013   | 2014   | 2015   |
| ------ | ------ | ------ | ------ | ------ | ------ | ------ | ------ | ------ | ------ | ------ |
| 13 249 | 13 288 | 13 317 | 13 346 | 13 363 | 13 380 | 13 384 | 13 392 | 13 393 | 13 399 | 13 403 |

Согласно данным переписи 2005 года мужчины составляли 47,3 % от населения Санта-Роса-де-Витербо, женщины — соответственно 52,7 %. В расовом отношении белые и метисы составляли 99,9 % от населения города; негры, мулаты и райсальцы — 0,1 %.
Уровень грамотности среди всего населения составлял 90,9 %.

## Экономика
58,6 % от общего числа городских и муниципальных предприятий составляют предприятия торговой сферы, 27,8 % — предприятия сферы обслуживания, 12,9 % — промышленные предприятия, 0,7 % — предприятия иных отраслей экономики.

## Транспорт
Через город проходит национальное шоссе № 55.